# Sophie Alouf-Bertot
Sophie Alouf-Bertot (1945) is een Belgische grafisch ontwerper, schilder en voormalig lerares die woont en werkt in Brussel.

## Opleiding
Sophie Bertot studeerde eerst aan het Institut Sainte Marie in Brussel. Daarna ging ze naar de afdeling grafische kunsten van de Nationale Hogere School voor Architectuur en Visuele Kunsten La Cambre (ENSAAV), waar ze les kreeg in het atelier van Luc Van Malderen en destijds ook afdelingshoofd was. Typografie werd onderwezen door Fernand Baudin. Ze heeft gezegd dat het gemakkelijk is om zich in de wereld van grafisch ontwerp te vestigen omdat Sophies moeder een van de eerste studenten op La Cambre was op dat gebied en er ook grafische communicatie doceerde. Haar specialiteit was alles wat met de derde dimensie te maken had - etalagevormgeving, enz. Alouf-Bertot behaalde haar diploma in 1969.

## Ontwerppraktijk
Na haar afstuderen aan La Cambre ging Sophie Alouf-Bertot aan de slag bij Elizabeth Arden waar ze onder andere verantwoordelijk was voor het ontwerpen van etalages in de Benelux. Ondanks de financiële zekerheid in het bedrijf besloot ze na ongeveer anderhalf jaar Elizabeth Arden's te verlaten en haar ontwerpstudio op te zetten samen met haar man Sami Alouf die ze kende als medestudent aan La Cambre. Na zijn afstuderen was Sami, die uit Libanon komt, naar Beiroet gegaan om er een studio te openen. In 1970 trouwden ze en Sophie en Sami openden samen een atelier genaamd "S+S Alouf Design".
In hun samenwerking heeft Sophie een voorliefde voor felle kleuren, contrasten en illustratief werk, terwijl Sami gespecialiseerd is in het creëren van logotypes, typografie en alles wat te maken heeft met huisstijlprogramma's. Hoewel ze specifieke rollen hebben in hun praktijk en een van hen zich soms exclusief bezighoudt met de creatie, geven ze er de voorkeur aan om samen de uiteindelijke beslissingen te nemen voor de uiteindelijke versie van het ontwerp.
Een van hun eerste klanten was Woluwe en Westland Shopping Centers die hen de opdracht gaven om zowel grafische identiteit als affiches te ontwerpen voor thematische tentoonstellingen die elke twee tot drie maanden werden georganiseerd. Dat resulteerde in het ontwerpen van ongeveer 200 posters met een luxueuze afwerking omdat ze hiertoe zeefdruktechniek gebruikten. Deze posters werden in kleine oplages gemaakt, wat deze drukmethode mogelijk maakte.
Bertot en Alouf hebben oriëntatiesystemen ontworpen voor verschillende instellingen. Hun overtuiging was dat oriëntatiesystemen niet alleen duidelijk en gemakkelijk te lezen moeten zijn, maar ook aantrekkelijk, en dat men daarom het kleurenschema niet moest beperken tot het conventionele zwart-wit. De kleur moet volgens hen echter worden gebruikt met de primaire bedoeling om de visuele informatie te benadrukken en niet overdreven creatief zijn omwille van de kleur. Ze geloven dat het de taak van een grafisch ontwerper is om rekening te houden met individuele karakters van elk project en gebouw, niet om stereotype bewegwijzering te gebruiken.
In het winkelcentrum in Nijvel creëerden ze een oriëntatiesysteem dat tegelijkertijd dienst deed als handelsmerk, met behulp van de basiselementen N en een pijl. Twee verlichte panelen gemaakt van die pijlen, geplaatst bij de hoofdingang, onderscheidden deze van de toegangsdeuren voor het personeel. Dezelfde pijlvormige panelen leidden klanten van de parkeerplaats naar de hoofdingang, waarboven een verlicht winkelbord van 26 voet hing. Binnen in het gebouw creëerden een aantal pijlen boven elkaar de indruk van een kruispunt.
Voor de Université Libre de Bruxelles (ULB) kozen ze een andere aanpak. Ze kozen een andere kleur voor elk departement die de studenten en bezoekers door de campus leidde. De kleurcode werd aangevuld met ongeveer 40 pictogrammen.
Ze ontwierpen ook een oriëntatiesysteem voor de feestzaal van het Paleis voor Schone Kunsten in Brussel, gebouwd door Victor Horta. Daar pasten ze de stijl van het gebouw aan door geëmailleerde stalen platen te gebruiken in dezelfde beige kleur als de muren van het gebouw en felgroene of felblauwe letters en pijlen, waardoor een gedistingeerde, heldere en vriendelijke uitstraling ontstond.
Andere klanten van "S+S design" zijn onder andere het Design Center in Brussel, de Commissie van de Europese Gemeenschappen, Directoraat Cultuur en Communicatie en Media programma, evenals internationale projecten voor hotels zoals hotelketen Sheraton Management Corporation (Starwood) in Afrika, Europa, Verenigde Staten en Midden-Oosten waarvoor ze handelsmerken en identiteiten ontwierpen - menukaarten, bewegwijzering etc.
In het interview met Sara De Bondt voor de tentoonstelling in het Design museum Gent in 2019 beschrijft Bertot haar werkwijze. Ze gebruikt de knip- en plaktechniek voor het ontwerpen van haar posters. Knipsels geplakt op doorzichtige cellofaanvellen laten haar toe te experimenteren met kleur, vormen en compositie tot het gewenste resultaat is bereikt. Nadat de afbeelding van de poster klaar is, voegt ze pro forma teksten toe om de lay-out te ontwerpen en benadert ze het als een totaalbeeld en niet als een afzonderlijke tekst en afbeelding. Ze gebruikt ook schilderen, wat haar nog meer vrijheid geeft.

## Onderwijs
Bertot besteedde een groot deel van haar professionele leven aan lesgeven. Van 1979 tot 1992 doceerde ze grafische kunsten in de Workshop Grafische Kunsten aan het Sint-Lukasinstituut in Brussel, waar ze directrice was van 1992 tot 2010. Nadat ze in 1988 was uitgenodigd om jurylid te zijn en verschillende keren de plaats van iemand anders had ingenomen bij de afdeling Typografie van ENSAAV (La Cambre), begon ze lezingen te geven over communicatie door beeld en kleur dat ze bleef doen tot 2004.

## Groepstentoonstellingen en catalogi
Bertot heeft met haar atelierwerk en haar schilderijen deelgenomen aan verschillende groepstentoonstellingen in Brussel, Kortrijk, Beiroet, Metz, Amsterdam, Luxemburg, Parijs en Athene. Deze omvatten:
- 1976 15 oktober tot 21 november Tentoonstelling en catalogus van Milton Glaser Tentoonstelling in de Koninklijke Musea voor Schone Kunsten van België in Brussel.
- 1978 Internationale Poster Biënnale in Warschau.
- 1978 Biënnale van Grafisch Ontwerp in Brno.
- 1980 4 april tot 4 mei tentoonstelling "Affichekunst in België 1900 - 1980" in Galerie CGER in Brussel en in de catalogus met een affiche van het Woluwe Shopping Center.
- 2012 groepstentoonstelling van schilderijen in de Brusselse Zaadfabriek.
- 2013 "75 ans de Robbedoes" in de Brusselse Zaadfabriek.
- 2019 25 oktober tot 2020 16 februari "Off the Grid" - tentoonstelling van Belgisch grafisch ontwerp in het Design Museum Gent.

Verschillende affiches van de studio "S+S Alouf design" bevinden zich in de collectie van de Koninklijke Musea voor Schone Kunsten van België.

## Schilderen
In 2020 wijdt Bertot een groot deel van haar tijd aan haar passie schilderen.